# Naixement de la indústria moderna a Espanya
El naixement de la indústria moderna a Espanya es va produir a finals del segle xviii i principis del segle xix. Aquest procés es va veure impulsat per diferents factors, com ara la Revolució Industrial que es produïa en altres països europeus, la creixent demanda de productes manufacturats i la necessitat d'impulsar l'economia del país.
Durant aquest període, es van establir les primeres fàbriques a l'estat espanyol, especialment en les zones urbanes i industrialitzades, com ara Barcelona, Bilbao i Madrid. Aquestes fàbriques es dedicaven principalment a la producció de tèxtil, química, metal·lúrgia i aliments, entre d'altres.
A més, es va impulsar la construcció de línies de tren, carreteres i ports, amb la finalitat de facilitar el transport de matèries primeres i productes acabats. Això va contribuir a la integració de les diferents regions del país i a la millora de les comunicacions amb l'exterior.
El naixement de la indústria moderna a Espanya va comportar també l'aparició de nous sectors d'activitat, com ara el sector energètic i el transport, així com la creació de noves ocupacions i llocs de treball. No obstant, aquest procés també va comportar la intensificació del treball i les condicions laborals precàries, així com la creació de nous conflictes socials.
Malgrat això, la indústria moderna va ser un element clau per al desenvolupament econòmic i va contribuir a la transformació del país en una societat més avançada i industrialitzada. Això es va reflectir en un creixement demogràfic, un augment de la producció i una millora en el benestar de la població.